# Gran divergència
La gran divergència és el nom usat per explicar el diferent desenvolupament d'Occident respecte altres regions amb capacitat per esdevenir potències econòmiques a partir del segle xix i que va acabar suposant l'hegemonia d'aquest. El terme va ser encunyat per Eric Jones i es refereix a un procés que culmina a la dècada de 1980 quan altres àrees del món assoleixen nivells de prosperitat similars o superiors als països occidentals.

## Zones del món afectades
Abans de la gran divergència hi havia diverses zones del món amb possibilitat d'esdevenir superpotències. Per exemple, la Xina tenia un important flux comercial, gràcies a la demanda mundial de te i seda. Els seus impostos eren relativament baixos i estava en una època de creixement demogràfic. L'Índia ocupava el primer lloc en exportacions pel seu sector tèxtil i a més a més no tenia grans necessitats de recursos o manufactures exteriors. L'Imperi Otomà comptava amb regions de gran riquesa i països com Egipte tenien una agricultura i xarxa de transports més potents que les europees. El Japó tenia igualment una renda per capita alta i unes bones condicions ambientals, amb una esperança de vida superior a la resta del món. Totes aquestes regions podien haver esdevingut els líders econòmics, però la gran divergència va fer prosperar el bloc occidental.

## Causes
La industrialització en zones com Alemanya o Anglaterra va ser possible gràcies a les mines de carbó, més properes a les fàbriques i més productives que les de les altres regions, que proprocionaven el combustible per a les màquines. Aquestes màquines van accelerar el progrés tecnològic, prohibit per governs com el xinès (que va vetar les innovacions dels vaixells transoceànics, per exemple) i fomentat pels governs occidentals. Aquests governs comptaven a més amb el suport de les colònies per l'imperialisme, que aportaven recursos a baix preu i compraven les manufactures per estimular els mercats locals.
El capitalisme estava més assentat a Occident i era un sistema que afavoria el consum i el benefici empresarial, dos motors del creixement econòmic. La filosofia econòmica imperant a Europa es va exportar als Estats Units i va ser refrendada pels líders respectius. El capitalisme afavoria la competència, esperonada a Europa per la presència de diversos estats en un territori relativament petit en comparació amb els imperis asiàtics.